# 澳大利亚無政府主義

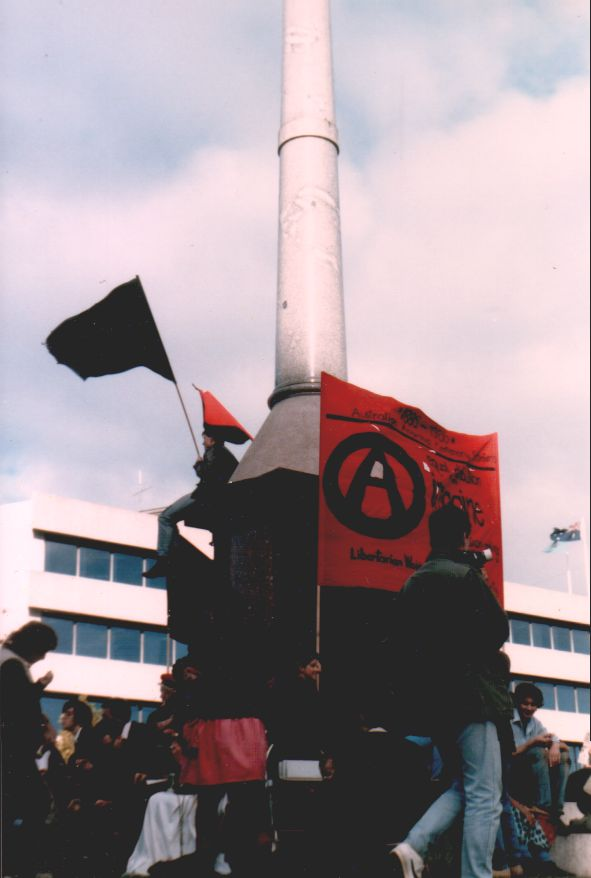
1986年劳动节，无政府主义者在八小时纪念碑前澳大利亚無政府主義百年慶典

巴黎公社之后的几年里，无政府主义逐渐传播到了澳大利亚。尽管参与者主要是运动家和知识分子，规模相比起其他政治运动也要小得多，澳大利亚的无政府主义运动仍在该国历史和文学中起到了一定的影响。自20世纪初起，无政府主义的思想及其支持者在行动中使用的技巧一直在影响澳大利亚的官方工会运动，尽管今日它的影响已不如20世纪初那么显著。20世纪中叶时，无政府主义的影响主要限于城市波希米亚文化运动。而自20世纪末以来，澳大利亚的无政府主义者一直在澳大利亚社会正义运动和抗议活动中扮演着一定的角色。

## 历史
自英国殖民澳大利亚以来，无政府主义在澳大利亚既有支持者也有批评者。国际运动、外国和本土无政府主义者都在国家形成过程中促进了该国激进政治的发展。

### 起源
大卫·安德雷德等人在与约瑟夫·赛姆斯的澳大利亚世俗协会决裂后，于1886年5月1日正式成立了墨尔本无政府主义俱乐部，部刊为《诚实》。自此，无政府主义正式登上澳大利亚的左翼政治舞台。澳大利亚的无政府主义运动对经济的看法各不相同，从班傑明·塔克的个人主义至约翰·亚瑟·安德鲁斯的无政府共产主义皆有支持者，不过他们都视自己为“社会主义者”。这一时期的无政府主义者也与包括澳大利亚本土文化作家亨利·勞森、玛丽·吉尔摩，工运记者、乌托邦社会主义者威廉·莱恩等人一起行动。这一时期最重要的行动可能是澳大利亚无政府主义者、工会组织者拉里·皮特里于1893年7月27日炸毁了“非工会”的蒸汽船阿拉马克号。这起事件发生在1890年澳大利亚海事争端及1891年澳大利亚剪羊毛工人罢工失败后高度紧张氛围中，皮特里随后被控试图谋杀，但几个月后又被撤诉。他后来又去了巴拉圭参加当地的“新澳大利亚”乌托邦实验。
早期无政府主义运动要应对的一个重要挑战是当时充满敌意的反华种族主义，威廉·莱恩就受这种种族主义深刻影响。虽然在政治层面上，无政府主义者普遍反对这种反华种族主义；“华人和我们一样，都是垄断和剥削的受害者”，《诚实》的一篇社论写道，“我们最好着手改善自己的处境，而不是像一群盲目的婴儿一样，试图让别人的处境变得更糟。”但无政府主义者在这个问题上的表现比这则社论中的立场要矛盾的多，反华种族主义在他们的劳工运动中扎下了根，却很少有人能对此提出质疑。

### 一战
墨尔本无政府主义俱乐部成员、曾参与尤利卡起事的无政府主义者蒙蒂·米勒于1916年被捕。包括社会活动家威廉·西本哈尔在内，米勒的一批朋友积极进行要求释放米勒的社会活动。
无政府主义思潮在这一时期一直存在，知名的拥护者包括街头演讲者查米·弗莱明、活跃在墨尔本马特奥蒂俱乐部和北昆士兰蔗田的意大利裔无政府主义者、威廉·安德雷德（大卫·安德雷德的弟弟，无政府主义者，后来退出政治运动成为了一名有名的书商，虽然他本人退出了政治运动，但在20世纪20年代至30年代间允许各种激进团体使用他拥有的地产，因此仍有一定影响力）。

### 二战后
二战后，悉尼的自由意志主义者们发展出了一种独特的“悲观主义”或者说“不断抗议”无政府主义，这种无政府主义对革命或改善人类的宏大叙事都持怀疑态度，但却对世界产业工人的革命工团主义持友善态度。诗人哈里·胡顿及他的朋友吉曼·基爾都与悉尼的自由意志主义运动有联系。1972年前，吉曼·基爾称自己为“无政府共产主义者”，17年后，她仍自称自己“基本上”是一个无政府主义者。
悉尼的自由意志主义者们、世界产业工人澳大利亚分部的残余力量、保加利亚无政府主义难民、意大利裔和西班牙裔无政府主义移民一起，为澳大利亚二十世纪六七十年代无政府主义的复兴打下了基础。
澳大利亚介入越战的最后几年是无政府主义者的活跃期，高调抵制征兵的迈克尔·马特森成为了民间英雄。高产的无政府主义诗人普·欧在这一时期开始写作。深受社会主义还是野蛮主义及其出版物影响的布里斯班自治小组（英語：Brisbane Self-Management Group）成立于1971年。阿德莱德的无政府主义书店在这一时期开始出版《黑色增长》月刊，墨尔本的无政府主义者于1972年协助创建了菲茨罗伊法律服务社。
澳大利亚的无政府主义者参与了反对1971年澳大利亚南非橄榄球联盟巡回赛的活动。1974年，参与者之一的反種族隔離運動家彼得·麦格雷戈协助其他几人重组了悉尼的无政府主义团体。1975年1月，麦格雷戈在此前的基础上尝试组建一个无政府主义联合会。1975年悉尼的一次会议上，无政府主义者们成立了一个多元的澳大利亚无政府主义者联合会（英語：Federation of Australian Anarchists），该联合会1976年的第二次会议所促成的罢工又建立了自由意志社会主义者联合会（英語：Libertarian Socialist Federation），并最终于1977年促成了汝拉书店。无政府主义理论在这一时期澳大利亚社会上引发了激烈的争论。
20世纪70年代末，布里斯班出现了基督教无政府主义的天主教工人运动，代表人物为夏兰·奥莱理。该运动的成员，于1982年约翰·比耶克-彼得森担任昆士兰总理期间，与各种激进分子一起参与了布里斯班的言论自由斗争。1977年，自由意志主义工人争取自治社会（英語：Libertarian Workers for a Self-Managed Society）在一个类似布里斯班自治小组的理论平台上成立。这一团体非常积极地从事宣传工作，是组织1986年的澳大利亚无政府主义百年庆典中的主力军。除了成功达到了宣传目的外，百年庆祝活动还促成了无政府主义媒体研究所（英語：Anarchist Media Institute），以及国际工人协会澳大利亚分会无政府工团主义联合会（英語：Anarcho-Syndicalist Federation），该联合会参与了1990年的墨尔本的电车纠纷。
1982年，世界产业工人澳大利亚分部开始发行《叛逆工人》报，发行周期不定，一般为两月一刊。不过，此后该报逐渐脱离世界产业工人；在作为无政府工团主义思潮的独立报纸运作过一段时间后，又以当地无政府工团主义联合会报纸的身份发行；自2019年以来，又作为无政府工团主义网络下属的报纸发行。悉尼无政府工团主义者马克·马奎尔与该报有关。《叛逆工人》的这段历史有大量争议。